# D (kislemez)
Az D a dél-koreai Big Bang együttes harmadik kislemeze a MADE albumról, melyet 2015. július 1-jén jelentetett meg a YG Entertainment. Digitális platformokon két új dalt tettek közzé, a CD-verzión a korábbi M és A kislemezek dalai, és az új dalok instrumentális verziói szerepelnek. A lemez digitális verziójából több mint 650 000-et adtak el Kínában három nap leforgása alatt, amivel rekordot állított fel.

## Számlista
| 1. | If You                                      | G-Dragon                | G-Dragon, P.K, Dee.P      | P.K, Dee.P      |  |
| 2. | 맨정신 (Mendzsongsin (Maenjeongsin), Sober) | Teddy, G-Dragon, T.O.P. | Teddy, Choice37, G-Dragon | Teddy, Choice37 |  |

| 1. | If You                                                     | G-Dragon                     | G-Dragon, P.K, Dee.P                              | P.K, Dee.P      |      |
| 2. | 맨정신 (Mendzsongsin (Maenjeongsin), Sober)                | Teddy, G-Dragon, T.O.P.      | Teddy, Choice37, G-Dragon                         | Teddy, Choice37 |      |
| 3. | Bang Bang Bang                                             | Teddy, G-Dragon, T.O.P.      | Teddy, G-Dragon                                   | Teddy           | 3:49 |
| 4. | Loser                                                      | Teddy, T.O.P, G-Dragon       | Teddy, Taeyang                                    | Teddy           | 3:39 |
| 5. | Bae Bae                                                    | G-Dragon, Teddy, T.O.P       | Teddy, G-Dragon, T.O.P                            | Teddy           | 2:49 |
| 6. | We Like 2 Party                                            | Teddy, Kush, G-Dragon, T.O.P | Teddy, Kush, Syo Vondzsin (Seo Won Jin), G-Dragon | Teddy, Kush     | 3:16 |
| 7. | 맨정신 (Mendzsongsin (Maenjeongsin), Sober) (Instrumental) |                              | Teddy, Choice37, G-Dragon                         |                 |      |
| 8. | If You (Instrumental)                                      |                              | G-Dragon, P.K, Dee.P                              |                 |      |